# HD 220392
HD 220392，又名CP-5410281，SAO 247854、HR 8895，是一颗恒星，视星等为6.15，位于銀經328.1，銀緯-58.83，其B1900.0坐标为赤經23h 18m 15s，赤緯-54° -58.83′ 24″。